# Responsabilité gouvernementale en Espagne

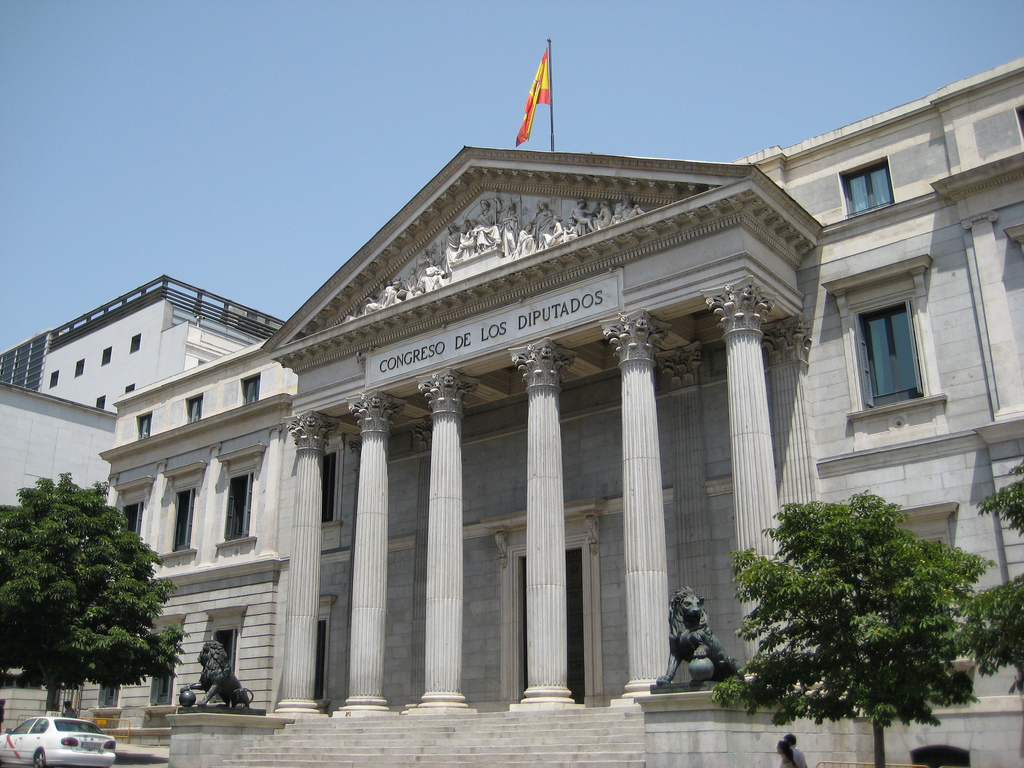
Le palais des Cortes, siège du Congrès des députés.

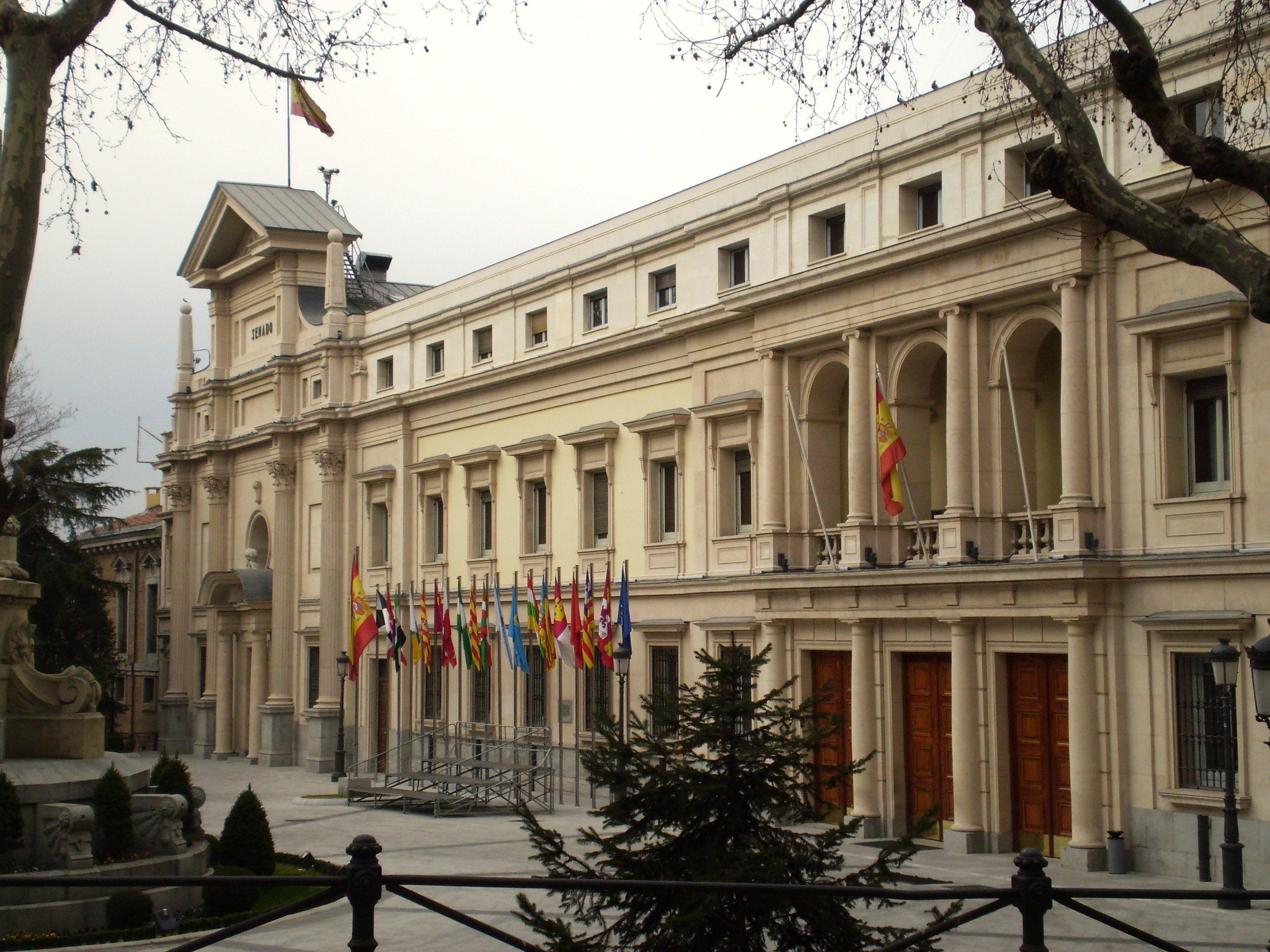
Le palais du Sénat, siège du Sénat.

La responsabilité gouvernementale en Espagne s'exerce, au niveau national, devant le Congrès des députés et le Sénat. Si le Congrès est le seul à pouvoir légitimer et renverser le gouvernement, les deux assemblées des Cortes Generales ont le pouvoir d'en contrôler l'action tout au long de son mandat.

## Soutien au gouvernement
Comme dans tout régime parlementaire, le gouvernement a besoin de la confiance du Parlement pour gouverner, en l'occurrence du Congrès des députés. 
En Espagne, comme ce qui se fait en Allemagne et dans certains pays d'Europe centrale et orientale, la confiance s'exprime non pas dans l'équipe gouvernementale, mais dans son chef, le président du gouvernement, qui est le seul à recevoir l'investiture des députés. Pour mettre fin aux fonctions d'un ministre, le Congrès ne peut que renverser l'exécutif ou le président, ce qui entraîne la chute de toute l'équipe. Dans les faits, les chambres peuvent voter des résolutions demandant la révocation d'un ministre, qui ne sont jamais suivies d'effet.
Les possibilités pour les députés d'exprimer leur confiance au gouvernement se retrouve dans trois situations : investiture du président, vote de confiance ou motion de censure constructive. Traditionnellement, le vote d'investiture a lieu au scrutin public par appel nominal.

### Investiture du président du gouvernement

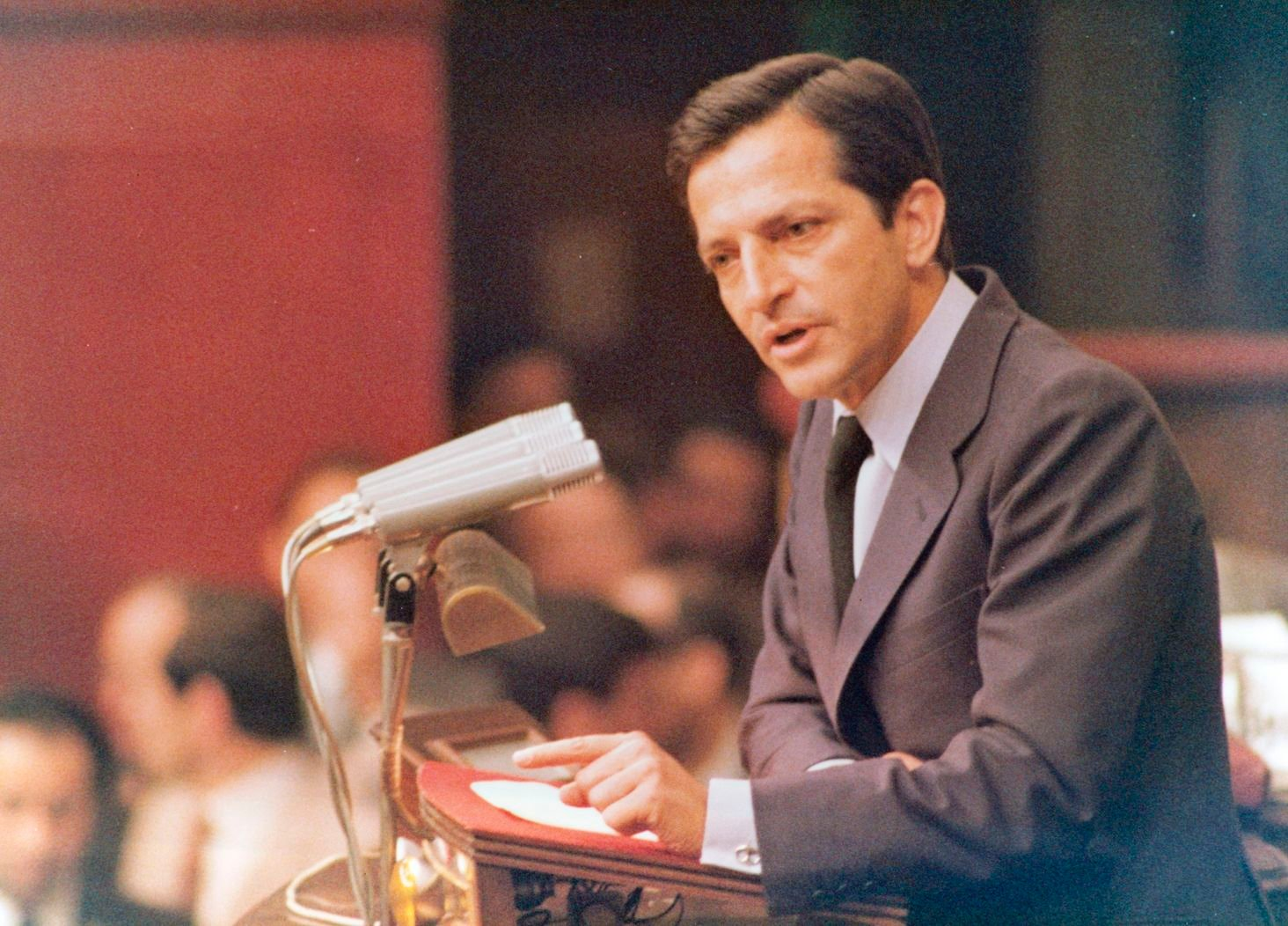
Adolfo Suárez à la tribune du Congrès des députés le 30 mars 1979, prononce le premier discours d'investiture aux termes de la Constitution de 1978.

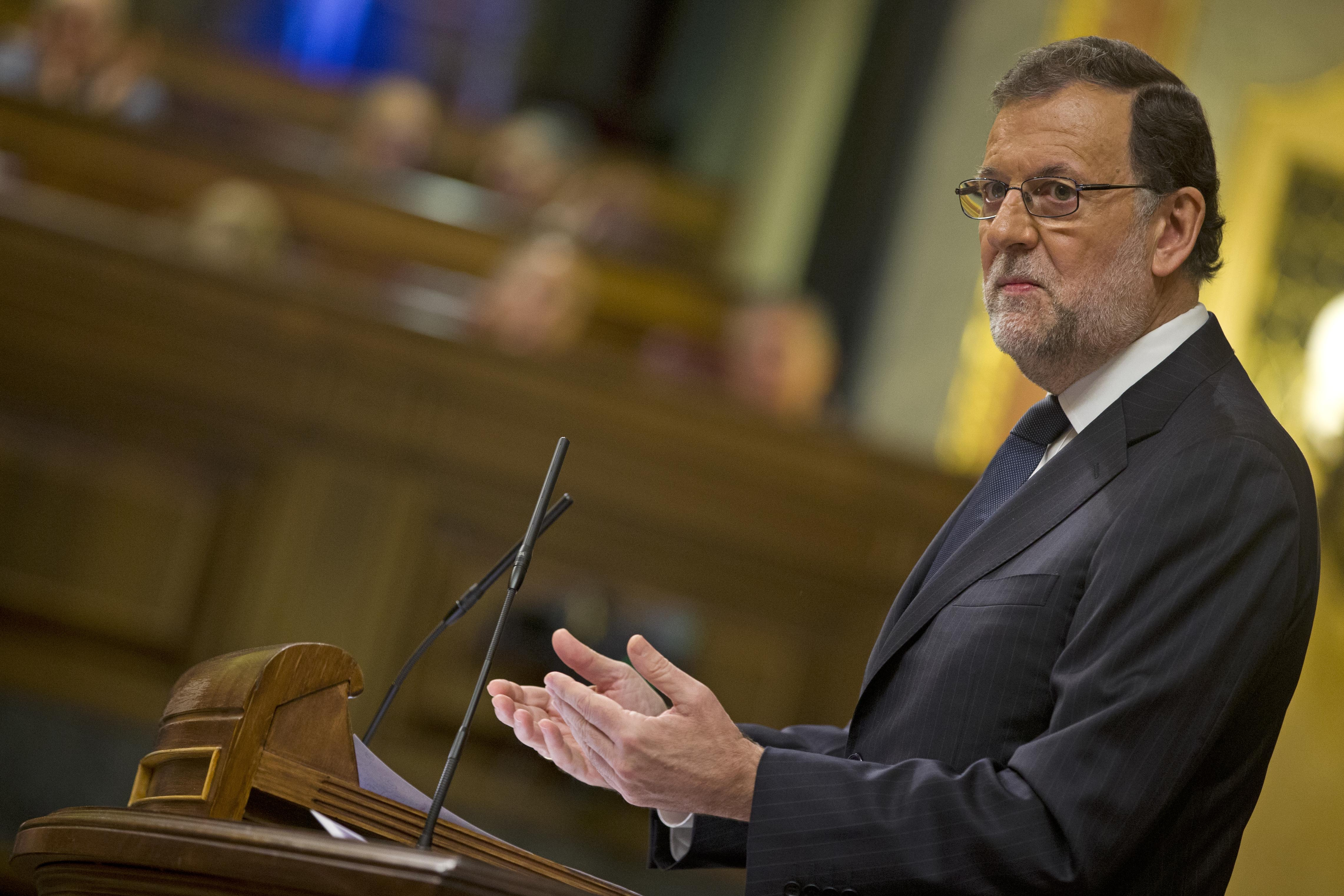
Mariano Rajoy intervient lors de la deuxième journée de la deuxième session d'investiture au Congrès, le 27 octobre 2016.

La procédure est régie par l'article 99 de la Constitution et les articles 170 à 172 du règlement du Congrès.
Le roi, après avoir consulté les représentants des partis politiques ayant obtenu une représentation parlementaire, propose un candidat à la présidence du gouvernement. Cette désignation doit être contresignée par le président du Congrès des députés. La coutume veut que le candidat soit le dirigeant du parti ou de la coalition majoritaire, mais aucune disposition légale n'oblige le souverain à agir de la sorte.
Le candidat est ensuite présenté aux députés, convoqués en séance plénière (Pleno), par l'un des secrétaires du bureau. Il expose, sans limite de temps, le programme politique du gouvernement qu'il entend former, puis écoute les réponses des différents groupes parlementaires, qui disposent de trente minutes. Il peut à son tour leur répondre, chaque fois qu'il le souhaite. Les orateurs des groupes peuvent ensuite émettre des remarques, leur temps de parole étant limité à dix minutes. Traditionnellement, le groupe du parti dont est issu le candidat s'exprime en dernier.
À l'issue du débat, les députés votent s'ils accordent ou non l'investiture au candidat. S'il recueille la majorité absolue des députés en fonction, il est déclaré investi et le président du Congrès en informe alors le monarque, devant lequel le président investi prêtera ensuite serment. S'il ne recueille pas cette majorité, un nouveau tour de scrutin est organisé 48 heures après, avant lequel le candidat et chaque groupe parlementaire peuvent brièvement s'exprimer. La majorité simple suffit pour accorder l'investiture.
Au cas où le candidat recueillerait plus de votes défavorables, sa candidature est déclarée rejetée. La procédure peut alors être recommencée. Toutefois, si aucune investiture ne survient dans un délai de deux mois à compter de la tenue du premier tour de scrutin, le roi doit prononcer la dissolution du Congrès des députés et convoquer de nouvelles élections.
La Constitution permet donc la constitution d'un gouvernement minoritaire. Cette situation s'est d'ailleurs produite sept fois pour quatorze élections générales depuis 1978. Par quatre fois, un candidat a dû attendre le second tour de scrutin avant d'être investi : Leopoldo Calvo-Sotelo en 1981, José Luis Rodríguez Zapatero en 2008, Mariano Rajoy en 2016 et Pedro Sánchez en 2020. En mars 2016 et juillet 2019, la candidature de Pedro Sánchez est rejetée, conduisant à la dissolution du Congrès à l'échéance des deux mois ; en septembre 2016, l'investiture est refusée à Mariano Rajoy, qui l'obtient finalement huit semaines plus tard.

### Question de confiance
En vertu de l'article 112 de la Constitution, le président du gouvernement peut, après délibération du conseil des ministres, poser devant le Congrès des députés une question de confiance, qui concerne le programme gouvernemental ou une déclaration de politique générale. Transmise par écrit au bureau du Congrès, elle est ensuite inscrite à l'ordre du jour, puis débattue selon les règles établies pour le débat d'investiture. Une fois le débat clos, un scrutin est organisé.
La confiance est considérée comme accordée en cas de vote favorable de la majorité simple des députés. Quel que soit le résultat, celui-ci est communiqué par le président du Congrès au roi et au président du gouvernement.
Depuis 1978, le vote de confiance a été utilisé en deux occasions :
- en septembre 1980, trois mois et demi après l'échec d'une motion de censure, Adolfo Suárez, qui avait défendu sa politique économique au cours du débat, remplace son ministre de l'Économie, Fernando Abril Martorell. Le président décide alors de revoir les lignes directrices de cette politique et sollicite, à cet égard, la confiance de la chambre, qu'il obtient sans difficulté ;
- en avril 1990, Felipe González se soumet à son tour à cet exercice, pour une raison pratique. Aux élections de 1989, le mandat de vingt-huit députés n'avait pu être confirmé avant l'ouverture de la législature, et González avait été investi par une assemblée incomplète, en promettant de revenir devant les députés une fois leurs collègues entrés en fonction. Il l'emporta là aussi facilement.

### Motion de censure

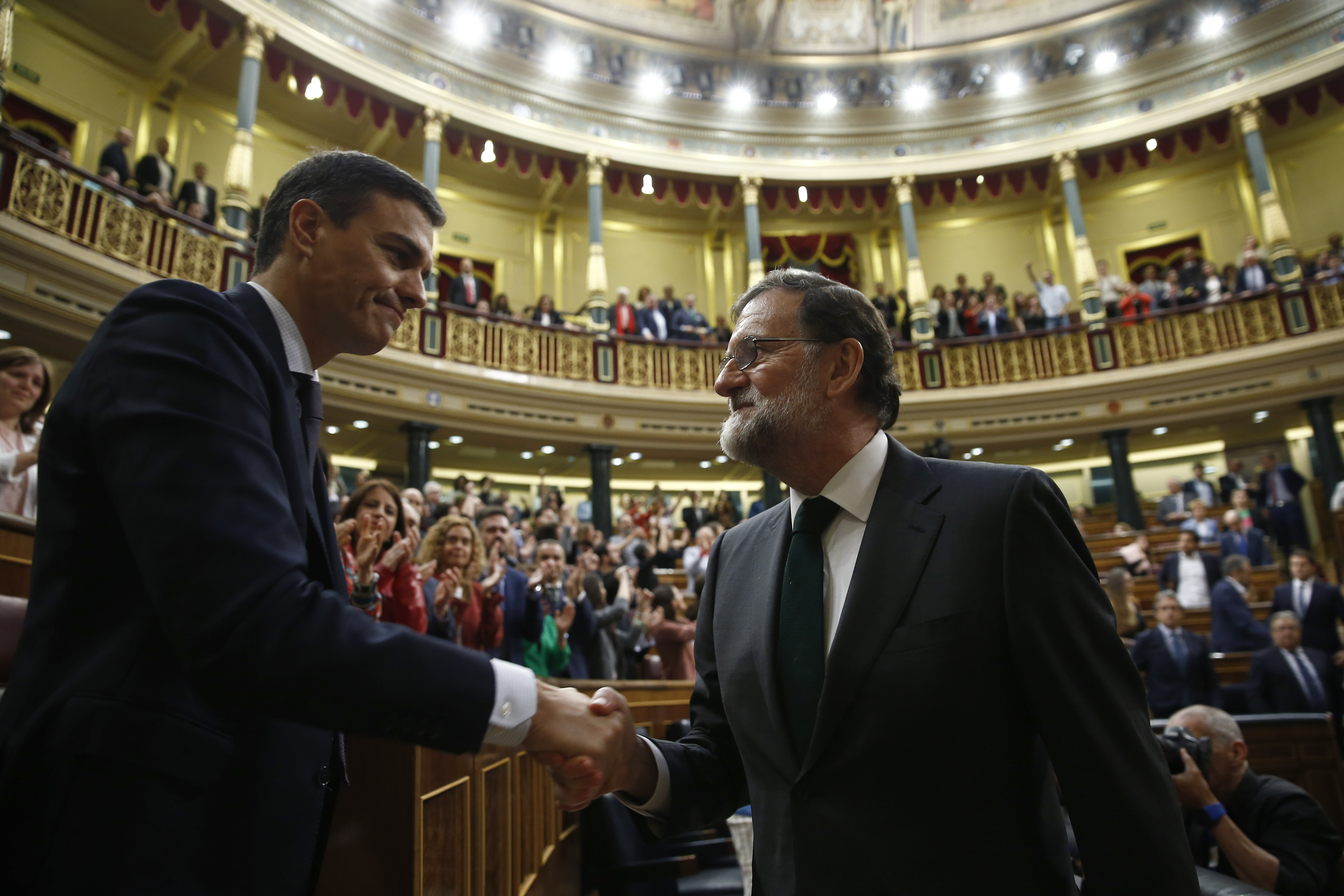
Mariano Rajoy félicite Pedro Sánchez après l'adoption de la motion de censure le 1 juin 2018.

L'article 113 de la Constitution prévoit que le Congrès des députés « peut mettre en cause la responsabilité du gouvernement » en adoptant une motion de censure. Celle-ci doit être proposée par au moins un dixième des députés et présenter un candidat au poste de président du gouvernement, ce qui en fait une motion de censure constructive.
Le vote se tient au moins cinq jours après le dépôt du texte, étant précisé que des motions de censure alternatives peuvent être présentées dans les deux premiers jours. Au cours du débat, régi par les articles 175 à 179 du règlement, interviennent successivement l'un des signataires de la motion, puis le candidat à la présidence, afin d'exposer son programme, tous deux sans limitation de temps, et ensuite les orateurs des différents groupes parlementaires, pour une durée de trente minutes maximum, après quoi chacun dispose d'un temps de réponse de dix minutes. Le président du gouvernement n'intervient donc pas au cours de ce débat.
Une fois le débat clos, un vote est organisé, dans le respect du délai précédemment mentionné. Pour être adoptée, la motion doit recueillir la majorité absolue des députés, ce qui permet d'éviter les « coalitions de circonstance » entre partis opposés mais unis dans leur seul désir de faire tomber le gouvernement. En cas de rejet, aucun signataire ne pourra présenter une nouvelle motion au cours de la même session ordinaire. En cas de succès, le candidat à la présidence est automatiquement considéré comme investi et prête serment devant le roi.
Six motions de censure ont été défendues devant le Congrès des députés
- en mai 1980, avec la candidature du député socialiste Felipe González ;
- en mars 1987, avec la candidature du sénateur conservateur Antonio Hernández Mancha ;
- en juin 2017, avec la candidature du député de Podemos Pablo Iglesias ;
- en juin 2018, avec la candidature du socialiste Pedro Sánchez ;
- en octobre 2020, avec la candidature du député de Vox Santiago Abascal
- en mars 2023, avec la candidature de l'ex-communiste soutenu par Vox Ramón Tamames.

Seule la motion déposée en 2018 par Pedro Sánchez a été adoptée, conduisant au renversement de Mariano Rajoy.

### Synthèse des votes depuis 1978
| Date              | Occasion               | Candidats | Candidats                    | Dép. | Maj.                               | Pour                               | Contre                             | Abstent.                           | Abs.                               | Résultat |
| ----------------- | ---------------------- | --------- | ---------------------------- | ---- | ---------------------------------- | ---------------------------------- | ---------------------------------- | ---------------------------------- | ---------------------------------- | -------- |
| Ire législature   |                        |           |                              |      |                                    |                                    |                                    |                                    |                                    |          |
| 30 mars 1979      | Investiture (1er tour) |           | Adolfo Suárez                | 350  | 176                                | 183                                | 149                                | 8                                  | 10                                 | Élu      |
| 30 mai 1980       | Censure                |           | Felipe González              | 350  | 176                                | 152                                | 166                                | 21                                 | 11                                 | Échec    |
| 18 septembre 1980 | Confiance              |           | Adolfo Suárez                | 350  | N/A                                | 180                                | 164                                | 2                                  | 4                                  | Victoire |
| 20 février 1981   | Investiture (1er tour) |           | Leopoldo Calvo-Sotelo        | 350  | 176                                | 169                                | 158                                | 17                                 | 6                                  | Échec    |
| 23 février 1981   | Investiture (2e tour)  | 350       | Leopoldo Calvo-Sotelo        | 176  | Coup d'État du 23-F (interruption) | Coup d'État du 23-F (interruption) | Coup d'État du 23-F (interruption) | Coup d'État du 23-F (interruption) | Coup d'État du 23-F (interruption) |          |
| 25 février 1981   | Investiture (2e tour)  | 350       | Leopoldo Calvo-Sotelo        | N/A  | 186                                | 158                                | 0                                  | 6                                  | Élu                                |          |
| IIe législature   |                        |           |                              |      |                                    |                                    |                                    |                                    |                                    |          |
| 2 décembre 1982   | Investiture (1er tour) |           | Felipe González              | 350  | 176                                | 207                                | 115                                | 22                                 | 6                                  | Élu      |
| IIIe législature  |                        |           |                              |      |                                    |                                    |                                    |                                    |                                    |          |
| 23 juillet 1986   | Investiture (1er tour) |           | Felipe González              | 350  | 176                                | 184                                | 144                                | 6                                  | 16                                 | Élu      |
| 30 mars 1987      | Censure                |           | Antonio Hernández Mancha     | 350  | 176                                | 67                                 | 194                                | 71                                 | 18                                 | Échec    |
| IVe législature   |                        |           |                              |      |                                    |                                    |                                    |                                    |                                    |          |
| 5 décembre 1989   | Investiture (1er tour) |           | Felipe González              | 332  | 167                                | 167                                | 155                                | 6                                  | 4                                  | Élu      |
| 5 avril 1990      | Confiance              |           | Felipe González              | 350  | N/A                                | 176                                | 130                                | 37                                 | 7                                  | Victoire |
| Ve législature    |                        |           |                              |      |                                    |                                    |                                    |                                    |                                    |          |
| 9 juillet 1993    | Investiture (1er tour) |           | Felipe González              | 350  | 176                                | 181                                | 165                                | 1                                  | 3                                  | Élu      |
| VIe législature   |                        |           |                              |      |                                    |                                    |                                    |                                    |                                    |          |
| 4 mai 1996        | Investiture (1er tour) |           | José María Aznar             | 350  | 176                                | 181                                | 166                                | 1                                  | 2                                  | Élu      |
| VIIe législature  |                        |           |                              |      |                                    |                                    |                                    |                                    |                                    |          |
| 26 avril 2000     | Investiture (1er tour) |           | José María Aznar             | 350  | 176                                | 202                                | 148                                | 0                                  | 0                                  | Élu      |
| VIIIe législature |                        |           |                              |      |                                    |                                    |                                    |                                    |                                    |          |
| 16 avril 2004     | Investiture (1er tour) |           | José Luis Rodríguez Zapatero | 350  | 176                                | 183                                | 148                                | 19                                 | 0                                  | Élu      |
| IXe législature   |                        |           |                              |      |                                    |                                    |                                    |                                    |                                    |          |
| 9 avril 2008      | Investiture (1er tour) |           | José Luis Rodríguez Zapatero | 350  | 176                                | 168                                | 158                                | 23                                 | 1                                  | Échec    |
| 11 avril 2008     | Investiture (2e tour)  | 350       | José Luis Rodríguez Zapatero | N/A  | 169                                | 158                                | 23                                 | 0                                  | Élu                                |          |
| Xe législature    |                        |           |                              |      |                                    |                                    |                                    |                                    |                                    |          |
| 20 décembre 2011  | Investiture (1er tour) |           | Mariano Rajoy                | 350  | 176                                | 187                                | 149                                | 14                                 | 0                                  | Élu      |
| XIe législature   |                        |           |                              |      |                                    |                                    |                                    |                                    |                                    |          |
| 2 mars 2016       | Investiture (1er tour) |           | Pedro Sánchez                | 350  | 176                                | 130                                | 219                                | 1                                  | 0                                  | Échec    |
| 4 mars 2016       | Investiture (2e tour)  | 350       | Pedro Sánchez                | N/A  | 131                                | 219                                | 0                                  | 0                                  | Échec                              |          |
| XIIe législature  |                        |           |                              |      |                                    |                                    |                                    |                                    |                                    |          |
| 31 août 2016      | Investiture (1er tour) |           | Mariano Rajoy                | 350  | 176                                | 170                                | 180                                | 0                                  | 0                                  | Échec    |
| 2 septembre 2016  | Investiture (2e tour)  | 350       | Mariano Rajoy                | N/A  | 170                                | 180                                | 0                                  | 0                                  | Échec                              |          |
| 27 octobre 2016   | Investiture (1er tour) | 350       | Mariano Rajoy                | 176  | 170                                | 180                                | 0                                  | 0                                  | Échec                              |          |
| 29 octobre 2016   | Investiture (2e tour)  | 349       | Mariano Rajoy                | N/A  | 170                                | 111                                | 68                                 | 0                                  | Élu                                |          |
| 14 juin 2017      | Censure                |           | Pablo Iglesias               | 350  | 176                                | 82                                 | 170                                | 97                                 | 1                                  | Échec    |
| 1er juin 2018     | Censure                |           | Pedro Sánchez                | 350  | 176                                | 180                                | 169                                | 1                                  | 0                                  | Élu      |
| XIIIe législature |                        |           |                              |      |                                    |                                    |                                    |                                    |                                    |          |
| 23 juillet 2019   | Investiture (1er tour) |           | Pedro Sánchez                | 350  | 176                                | 124                                | 170                                | 52                                 | 4                                  | Échec    |
| 25 juillet 2019   | Investiture (2e tour)  | 350       | Pedro Sánchez                | N/A  | 124                                | 155                                | 67                                 | 4                                  | Échec                              |          |
| XIVe législature  |                        |           |                              |      |                                    |                                    |                                    |                                    |                                    |          |
| 5 janvier 2020    | Investiture (1er tour) |           | Pedro Sánchez                | 350  | 176                                | 166                                | 165                                | 18                                 | 1                                  | Échec    |
| 7 janvier 2020    | Investiture (2e tour)  | 350       | Pedro Sánchez                | N/A  | 167                                | 165                                | 18                                 | 0                                  | Élu                                |          |
| 22 octobre 2020   | Censure                |           | Santiago Abascal             | 350  | 176                                | 52                                 | 298                                | 0                                  | 0                                  | Échec    |
| 22 mars 2023      | Censure                |           | Ramón Tamames                | 350  | 176                                | 53                                 | 201                                | 91                                 | 4                                  | Échec    |
| XVe législature   |                        |           |                              |      |                                    |                                    |                                    |                                    |                                    |          |
| 27 septembre 2023 | Investiture (1er tour) |           | Alberto Núñez Feijóo         | 350  | 176                                | 172                                | 178                                | 0                                  | 0                                  | Échec    |
| 29 septembre 2023 | Investiture (2e tour)  | 350       | Alberto Núñez Feijóo         | N/A  | 172                                | 177                                | 0                                  | 0                                  | Échec                              |          |
| 16 novembre 2023  | Investiture (1er tour) |           | Pedro Sánchez                | 350  | 176                                | 179                                | 171                                | 0                                  | 0                                  | Élu      |

## Contrôle du gouvernement
Comme indiqué précédemment, le Congrès des députés joue un rôle prépondérant dans le contrôle du gouvernement, mais ce contrôle ne se limite pas à des votes. 
L'article 111 de la Constitution rappelle en effet que « le gouvernement, et chacun de ses membres, sont soumis aux interpellations et questions » des parlementaires. À ce titre, les membres de l'exécutif peuvent en être soumis à un contrôle régulier de la part des députés et sénateurs, au moyen de questions, d'interpellations ou de comparutions, en séance plénière ou commission. 
En pratique, l'exercice du contrôle régulier relève surtout de l'opposition, puisque le gouvernement dispose d'une majorité à la chambre. De même, le mode d'élection du Sénat, à la fois direct, au scrutin de liste majoritaire, et indirect, au scrutin proportionnel, fait que sa composition diffère du Congrès et donc le contrôle peut s'y trouver atténué ou renforcé.

### Instruments du Congrès

#### Questions

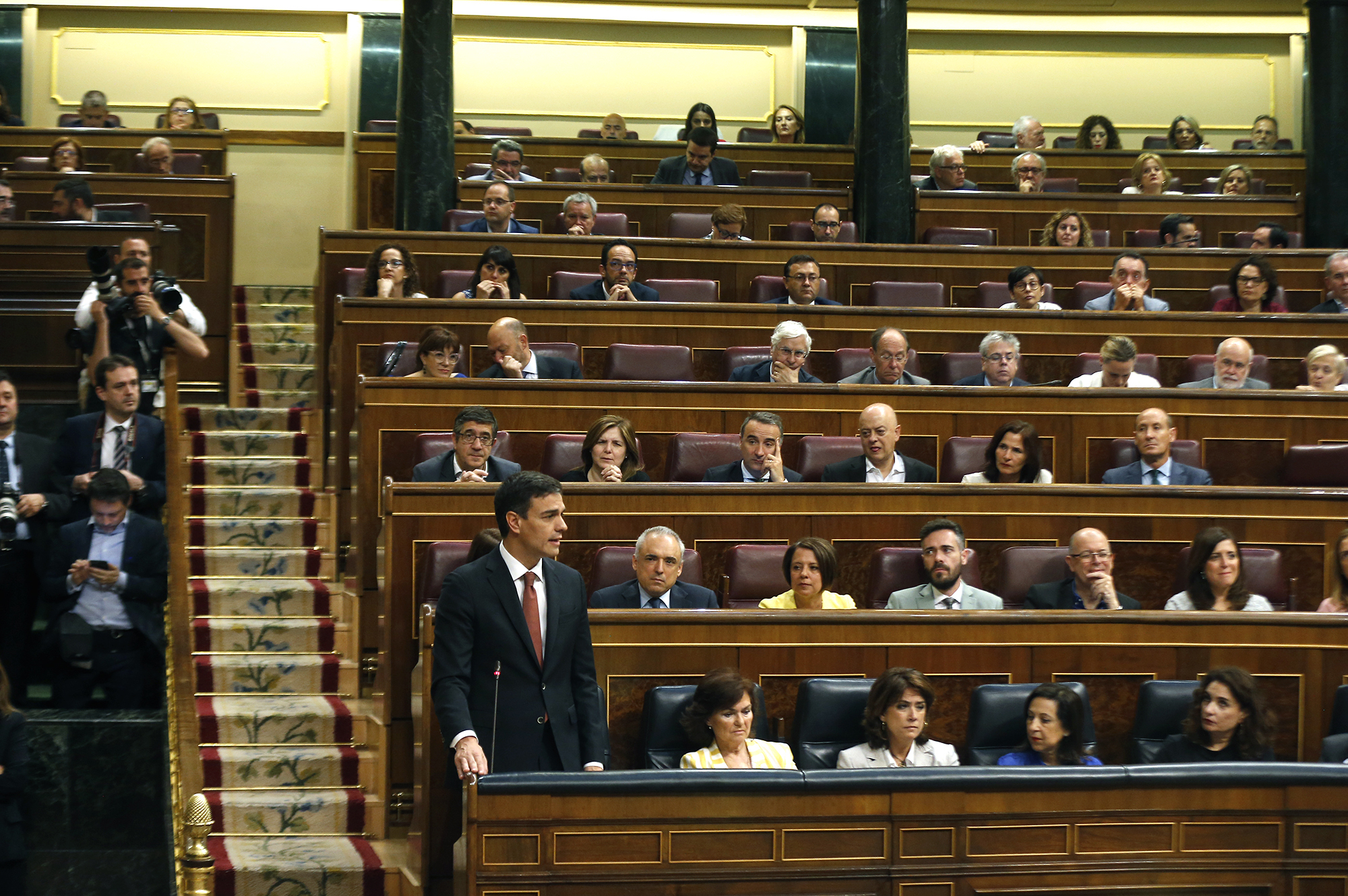
Pedro Sánchez intervient lors de la séance de questions au gouvernement au Congrès des députés, en 2018.

Organisées par les articles 185 à 190 du Congrès des députés, précisés par une résolution de la présidence du 10 juin 2008, les questions au gouvernement peuvent se faire sous forme écrite, ou orale. Sauf indication contraire, toute question soumise au gouvernement est considérée comme écrite, à laquelle il doit être répondu sous vingt jours, ce délai pouvant être prorogé une fois. En l'absence d'une réponse, le président du Congrès, à la demande de l'auteur, inscrira la question à l'ordre du jour de la prochaine réunion de la commission permanente compétente, qui recevra alors le traitement des questions orales.
Lorsque la question présente un caractère oral, elle est en principe soumise à présentation et réponse au cours d'une séance plénière spéciale (la sesión de control al Gobierno), qui a lieu le mercredi matin, pendant deux heures. 
En tout, vingt-quatre questions sont inscrites à l'ordre du jour, le temps de débat étant fixé à cinq minutes, distribuées à parts égales entre l'intervenant et le ministre interrogé. Généralement, aucun des deux n'utilise intégralement son temps dès la première intervention, et donc chacun dispose d'un seul droit de réponse, le ministre ayant donc le dernier mot. En principe, priorité est donnée aux questions posées par des députés n'étant jamais intervenus lors de ces séances. Le gouvernement peut, éventuellement et pour des raisons motivées, demander, une seule fois par question, que celle-ci soit renvoyée à la séance suivante.
Il est également possible de présenter des questions orales lors des réunions des commissions parlementaires. Elles sont inscrites à l'ordre du jour de la commission au moins sept jours après leur publication, et soumises à une procédure spéciale. L'intervenant dispose d'un délai de dix minutes pour poser sa question, après quoi le ministre lui répond en cinq minutes. Chacun dispose ensuite d'un droit de réponse de cinq minutes, le ministre ayant encore une fois le dernier mot. À l'inverse de la séance plénière, un secrétaire d'État ou un sous-secrétaire pourra se présenter en vue de répondre à la question.
Étant donné l'existence des interpellations, le texte des questions doit se présenter la forme d'une question « interrogeant sur un fait, une situation ou une information ; sur si le gouvernement a pris ou va prendre quelque mesure en rapport avec une affaire précise, ou si le gouvernement va remettre au Congrès n'importe quel document ou l'informer sur n'importe quel thème ».

#### Interpellations
Chaque groupe de dix députés, qu'il soit ou non membre d'un groupe parlementaire, peut déposer une interpellation. Les groupes ayant au moins dix députés disposent donc d'un nombre d'interpellations proportionnel à leur composition, qu'ils peuvent utiliser au cours d'une même session ordinaire.
Les interpellations sont présentées par écrit au bureau du Congrès des députés, et concernent « des propositions ou questions relatives à la conduite du gouvernement dans des affaires de politique générale gouvernementale ou ministérielle ». Après l'écoulement d'un délai de quinze jours, l'interpellation est inscrite à l'ordre du jour de la prochaine séance plénière, priorité étant donnée à celles présentés par des députés ou groupes n'ayant pas fait usage de ce droit.
L'auteur de l'interpellation présente alors son texte, pendant dix minutes, puis le ministre répond, dans le même délai. Chacun dispose ensuite de cinq minutes pour un nouveau droit de réponse, après quoi un représentant de chaque groupe parlementaire, excepté de celui où siège éventuellement l'auteur, peut prendre la parole pour cinq minutes afin d'exprimer sa position.
Chaque interpellation peut être suivie du vote d'une motion permettant au Congrès des députés d'exprimer sa position. Déposée dès le lendemain par l'auteur ou son groupe, elle est inscrite à l'ordre du jour de la session plénière suivante, et peut faire l'objet d'amendements.

#### Comparutions
Les membres du gouvernement peuvent être appelées, à leur demande ou celle des députés, à comparaître devant une commission parlementaire ou la réunion plénière. Il existe deux procédures, prévues par le règlement du Congrès des députés. 
L'article 202 concerne la comparution (comparecencia) devant une commission, en vue de la tenue d'une réunion d'information (sesión informativa). Dans ce cas, après l'exposé oral du ministre, les députés et groupes parlementaires auront la possibilité de formuler des questions ou observations, auxquelles le ministre pourra répondre.
L'article 203 concerne la comparution devant une commission ou la réunion plénière, afin d'informer les élus sur une question déterminée. Si elle est convoquée à l'initiative des parlementaires, la comparution se fait par accord du bureau du Congrès et de la conférence des porte-paroles des groupes, sur proposition d'au moins deux groupes, ou d'un cinquième des membres de la chambre ou de la commission. À la suite de l'exposé oral du ministre, chaque représentant de groupe pourra intervenir dix minutes, le contenu de son intervention étant libre mais donnant lieu à une réponse du membre du gouvernement.
Dans tous les cas, la comparution ne donne lieu à aucun vote.

### Instruments du Sénat

#### Questions

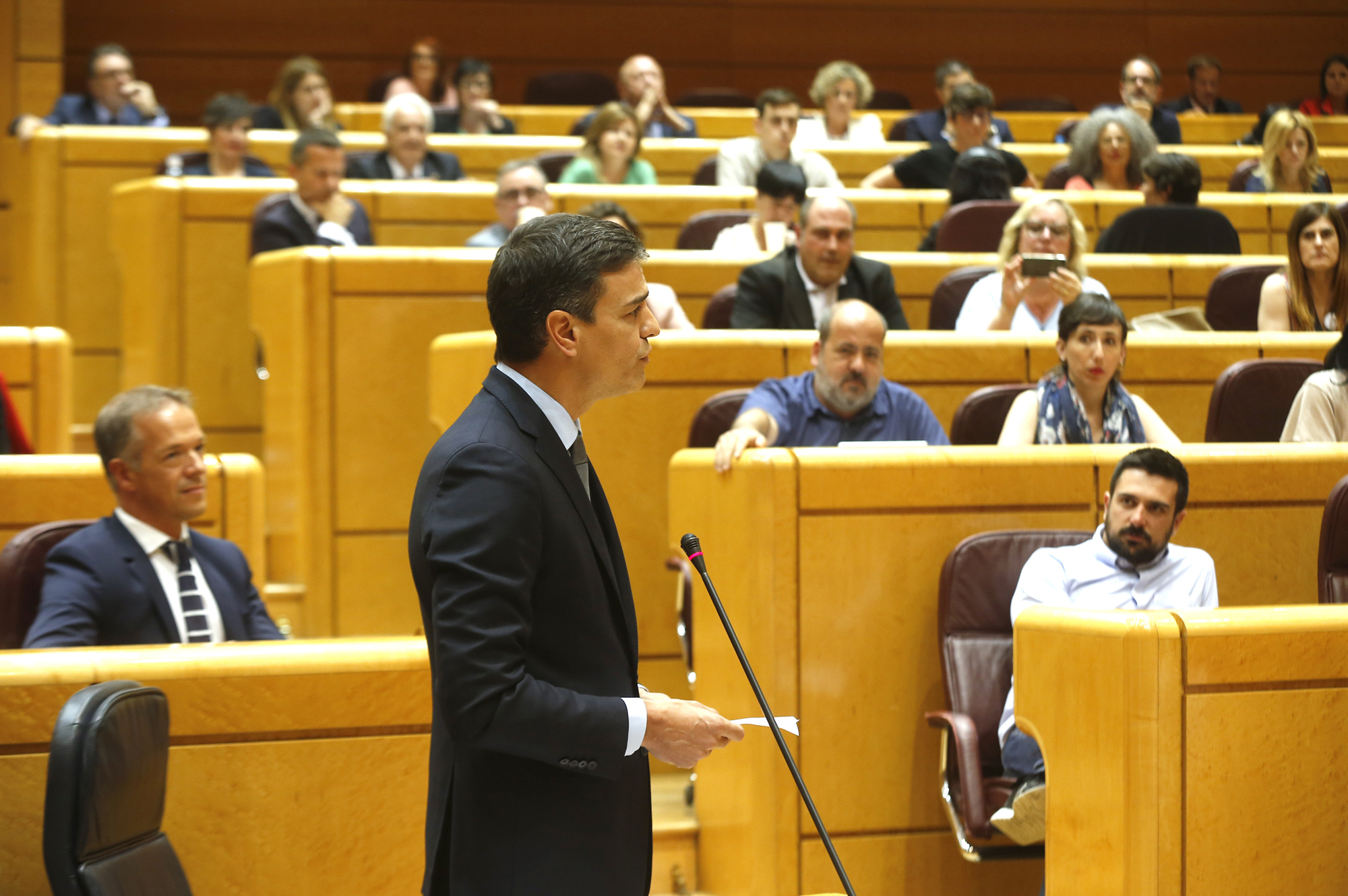
Pedro Sánchez intervient lors de la séance de questions au gouvernement au Sénat, en 2018.

Les questions au gouvernement au Sénat sont régies par les articles 160 à 169 du règlement. 
Comme au Congrès, elles sont écrites ou orales. Par défaut, elles sont considérées comme écrites. Celles-ci doivent faire l'objet d'une réponse écrite dans un délai de trente jours, la réception par le gouvernement étant notifiée à l'auteur de la question. En l'absence de réponse dans le délai prévu, le sénateur concerné pourra demander l'inscription de la question à l'ordre du jour de la prochaine commission permanente compétente, celle-ci étant alors traitée comme une question orale, quand bien même le ministre apporterait une réponse après la clôture du délai de trente jours.
Lorsque l'auteur a spécifié que la question avait un caractère oral, celle-ci est inscrite à l'ordre du jour d'une séance plénière, au moins deux semaines après leur présentation au bureau. En principe, le règlement prévoit que chaque réunion plénière du Sénat commence par au plus soixante minutes de questions, sauf à ce que l'ordre du jour soit entièrement réservé à d'autres affaires ou débats. À l'instar du Congrès des députés, le bureau donne priorité aux sénateurs n'ayant pas encore posé de questions durant la session en cours. Le sénateur dispose d'un délai de trois minutes pour poser sa question, le ministre concerné disposant du même délai pour répondre. Chacun a ensuite trois nouvelles minutes de temps de réponse, le membre du gouvernement ayant le dernier mot. Chaque question prend donc au maximum douze minutes, contre cinq au Congrès.
Il est en outre possible de poser des questions orales en commission, l'inscription à l'ordre du jour ayant lieu après l'écoulement d'un délai de sept jours à compter de la présentation de la question. Le sénateur dispose de dix minutes pour poser sa question, et le ministre de cinq, après quoi chacun dispose encore de cinq minutes pour répondre. Le ministre peut éventuellement se faire remplacer par un secrétaire d'État.
Le contenu des questions des sénateurs est soumis aux mêmes limitations que celles des députés.

#### Interpellations
Chaque sénateur peut, par un écrit présenté au président du Sénat, interpeller le gouvernement sur la politique qu'il mène en rapport avec l'intérêt général. 
Inscrites à l'ordre du jour d'une réunion plénière entre deux semaines et un mois après leur présentation, les interpellations sont présentées par leur auteur, priorité étant donnée à ceux n'ayant pas fait usage de ce droit durant la session ordinaire, et font l'objet d'une réponse d'un ministre, les deux intervenants ne pouvant s'exprimer plus de quinze minutes. À la suite de ces deux interventions, les porte-paroles de chaque groupe parlementaire pourront prendre la parole, pour cinq minutes au plus.
Une fois achevé le débat, le sénateur interpelant peut déposer une motion au plus tard le lendemain, et qui sera débattue dès la séance plénière suivante.

### Sources
- (es) Constitution espagnole de 1978
- (es) Règlement du Congrès des députés
- (es) Normes interprétatives et supplétives du règlement du Congrès
- (es) Règlement du Sénat